# Woodall
Woodall – osada w Anglii, w hrabstwie ceremonialnym South Yorkshire, w dystrykcie metropolitalnym Rotherham. Leży 15 km na południowy wschód od miasta Sheffield i 216 km na północ od Londynu. Miejscowość liczy 1909 mieszkańców.